# Pero spada
Pero spada là một loài bướm đêm trong họ Geometridae.